# Phaeochroops taiwanus
Phaeochroops taiwanus is een keversoort uit de familie Hybosoridae. De wetenschappelijke naam van de soort is voor het eerst geldig gepubliceerd in 1973 door Nomura.